# Martin Fröst
Martin Fröst (Uppsalal, Suecia, 14 de diciembre de 1970) es un músico clásico Sueco, clarinetista, solista y director de orquesta.   
Desde joven, a la edad de 5 años, Fröst inició sus estudios musicales con el violín.  Al cumplir los 8 años, empezó a aprender el clarinete. Estudió con Hans Deinzer en Alemania y Sölve Kingstedt y Kjell-Inge Stevensson en Estocolmo.
El trabajo que Fröst ha desarrollado en música contemporánea incluye colaboraciones con Anders Hillborg, Krzysztof Penderecki, Kalevi Aho, Rolf Martinsson, Doblados Sørensen, Victoria Borisova-Ollas, Karin Rehnqvist y Sven-David Sandström.
Fue dirigente artístico del Vinterfest (festival de música)  durante 10 temporadas, concluyendo su participación como director en 2015. Fue también director artístico del Stavanger, Festival Internacional de Música de Cámara desde 2010 hasta 2015.  Ha sido un director -en-asociación con el Norrköpings Symfoniorkester (Orquesta Sinfónica de Norrkoping).  En mayo de 2017, la Orquesta de Cámara de Suecia anunció la participación de Fröst como su director principal a partir de la temporada 2019-2020, con un contrato inicial de 3 temporadas.
En octubre de 2014, en los EE.UU, Fröst se presentó Orquesta de Cámara de Saint Paul (SPCO).  Tras este concierto, en noviembre de 2014, el SPCO nombró a Fröst como uno de sus socios artísticos, con contrato inicial de 4 años. 
Fröst y su familia viven en Estocolmo.  Ha grabado comercialmente para marcas como BIS Records y Sony Clásicos. 

## Discografía
- Penderecki (CD-652, 1994)
- Bellezas francesas y Bestias suecas (CD-693, 1994)
- Cercano Arriba (CD-744, 1997)
- Hekas!– Östgöta Viento sinfónico Ensemble (CD-818, 1997)
- Conciertos de clarinete dedicaron a Benny Goodman (CD-893, 1998)
- El Pied Piper de la Ópera – Ópera paraphrases en el clarinete (CD-1053, 2000)
- James MacMillan – La Confesión de Isobel Gowdie (CD-1169, 2002)
- Mozart – Quinteto de Concierto & del Clarinete (SACD 1283, 2003)
- Schumann – Trabajos para Piano & de Clarinete (CD-944, 2003)
- Holmboe – Conciertos para Piano, Clarinete y Oboe; Beatus Parvo (CD-1176, 2004)
- Brahms – Trío de Sonatas & del clarinete (SACD-1353, 2005)[6]
- Karin Rehnqvist – Arktis Arktis! (CD-1396, 2005)
- Weber – Conciertos de clarinete (SACD-1523, 2006)
- Nielsen & Aho Conciertos de clarinete (SACD-1463, 2007)
- Christopher Rouse – Música Orquestal (CD-1386, 2008)
- Crusell – Los Tres Conciertos de Clarinete (SACD-1723, 2008)
- Fröst & Amigos (SACD-1823, 2010)
- Martin Fröst – Bailes a un Tubo Negro (SACD-1863, 2011)
- Martin Fröst - Juegos Mozart (SACD-1893, 2013)
- Martin Fröst - Raíces (Sony. 2015)[7]

## Reconocimientos
- 1.º Premio Geneva Competición (1997)
- Premio Japón de música (1997)
- Litteris et Artibus (2012)
- Dagens Nyheter Premio de Cultura (sueco)
- Premio Borletti-Buitoni 2003
- BBC 3 Generación: Nuevos  Artistas (2003-2005)
- Premio Musical Léonie Sonning (2014)